# 伊萨 (奔萨州)
伊萨（羅馬化：Issa）是俄罗斯奔萨州的市级镇、伊萨区行政中心及规模最大聚居地，地处奔萨州北部，位于伏尔加河流域莫克沙河一支流伊萨河畔，在州府奔萨北偏西方，靠近该州与莫尔多瓦共和国的边界。距离最近的火车站是东侧的布雷乔沃（Булычёво）站。
该地2022年人口有4,780人；2010年人口5,418；2002年人口5,606；1989年人口5,907。